# دير صليبة
دير صليبة  قرية سوريّة تتبع إداريّاً لمحافظة حلب منطقة جبل سمعان ناحية تل الضمان، بلغ تعداد سكانها 959 نسمة حسب التعداد السكاني لعام 2004.